# Per-Anders Sääf
Per-Anders Sääf, född 11 april 1965 i Halmstad är en svensk tidigare volleybollspelare och -tränare. Han var med i det svenska landslaget som kom sjua vid OS 1988 och tog silver vid EM 1989. Totalt spelade han 394 landskamper.
På klubbnivå blev han både västtysk mästare och cupmästare 1988. Han har sedan 2012 varit tränare, framförallt för damlag med totalt fem svenska mästerskap.

### Fotnoter
1. ↑  ”Per-Anders Sääf”. http://sok.se/idrottare/idrottare/p/per-anders-saaf.html.
2. 1 2 3 4 5 6 7 8  ”Lega Pallavolo Serie A spelar-ID”. https://www.legavolley.it/player/SAA-PER-65.
3. ↑  ”Lega Pallavolo Serie A spelar-ID”. https://www.legavolley.it/player/SAA-PER-65. Läst 7 maj 2022.
4. 1 2 3 4 5 6 7 8 9 10 11  ”Per-Anders Sääf”. Volleybox. https://volleybox.net/per-anders-saaf-p26181/clubs. Läst 24 september 2022.
5. ↑  ”Greklands kris fick legendar att flytta hem”. Sveriges Radio. https://sverigesradio.se/artikel/4816060. Läst 24 september 2022.
6. ↑  ”Olympedia”. https://www.olympedia.org/results/37404.
7. ↑  ”1988/1989 Senior European Championships” (på engelska). Confédération Européenne de Volleyball. https://www-old.cev.eu/Competition-Area/competition.aspx?ID=276&PID=585. Läst 7 april 2023.
8. ↑  Svenskalag.se. ”Ny tränare Falkenbergs Volleybollklubb”. https://www.svenskalag.se/fvbk/nyheter/1155449/ny-tranare-falkenbergs-volleybollklubb. Läst 24 september 2022.
9. ↑  FVBK.nu. ”Historia”. https://www.fvbk.nu/fvbk/sida/30583/historia. Läst 24 september 2022.
10. ↑  ”Knallen: Guldtränaren tar över Gislaved – Runesson hoppar av”. 14 maj 2021. https://www.vn.se/artikel/knallen-guldtranaren-tar-over-gislaved-runesson-hoppar-av. Läst 19 maj 2025.
11. ↑  ”SM-slutspel 2013”. Svenska Volleybollförbundet. https://svbf-web.dataproject.com/CompetitionMatches.aspx?ID=19&PID=25. Läst 9 oktober 2022.
12. ↑  ”SM-slutspel 2014”. Svenska Volleybollförbundet. https://svbf-web.dataproject.com/CompetitionHome.aspx?ID=37. Läst 17 maj 2022.
13. ↑  ”SM-slutspel 2015”. Svenska Volleybollförbundet. https://svbf-web.dataproject.com/CompetitionHome.aspx?ID=47. Läst 5 maj 2022.
14. ↑  ”SM-slutspel 2015/16”. Svenska Volleybollförbundet. https://svbf-web.dataproject.com/CompetitionHome.aspx?ID=61. Läst 15 maj 2022.
15. ↑  ”SM-slutspel 2016/17”. Svenska Volleybollförbundet. https://svbf-web.dataproject.com/CompetitionHome.aspx?ID=70. Läst 5 maj 2022.
16. ↑  ”SM-slutspel Dam 2017/18”. Svenska Volleybollförbundet. https://svbf-web.dataproject.com/CompetitionMatches.aspx?ID=99&PID=141. Läst 5 maj 2022.
17. ↑  https://svbf-web.dataproject.com/CompetitionMatches.aspx?ID=131&PID=192
18. ↑  ”SM Herr 2020/21 - SM-Slutspel Herrar 2020/21”. Svenska Volleybollförbundet. https://svbf-web.dataproject.com/CompetitionMatches.aspx?ID=235&PID=324. Läst 13 april 2024.
19. ↑  ”Elitserien Damer - Grundserie”. Svenska Volleybollförbundet. https://svbf-web.dataproject.com/CompetitionHome.aspx?ID=263. Läst 17 mars 2024.
20. ↑  Senaste tillfället då någon kontrollerade att de inmatade tabelluppgifterna stämmer. Uppgifter kan ha matats in senare utan att kontrolleras av någon annan
21. ↑  Mattias Friberg (5 oktober 2009). ”Svensk volleybolls uppgång och fall”. Svenska Dagbladet. Arkiverad från originalet den 14 oktober 2013. https://web.archive.org/web/20131014135204/http://hd.se/sport/2009/10/05/bragden/. Läst 12 oktober 2013.
22. ↑  Mattias Sundler (22 november 2011). ”Greklands kris fick legendar att flytta hem”. Sveriges Radio P4 Jönköping. http://sverigesradio.se/sida/artikel.aspx?programid=91&artikel=4816060. Läst 12 oktober 2013.